# アンデルソン・シマス・ルシアーノ
チェコ（Tcheco）ことアンデルソン・シマス・ルシアーノ（ポルトガル語: Anderson Simas Luciano、1976年4月11日 - ）は、ブラジルの元サッカー選手、現サッカー指導者。選手時代のポジションはMF。

## クラブ歴
パラナ・クルーベで選手となった後、クルーベ・エスポルチーヴォ・ベント・ゴンサウヴェス、クルーベ・マルトロンを経て、コリチーバFCに加入。2003年にサウジ・プロフェッショナルリーグに移籍するとAFCチャンピオンズリーグ連覇に貢献した。その後、サントスFC、グレミオFBPAにレンタル移籍した後、グレミオFBPAに完全移籍。SCコリンチャンス・パウリスタからコリチーバにレンタル移籍後完全移籍し引退した。

## 監督歴
2013年にコリチーバで監督を務めた。

## エピソード
チェコという呼び名は元々、小さい頃に「チェ」（Tchê、「アルゼンチン人」の意）や、「チェジーニョ」、「チェキーニョ」（Tchezinho、Tchequinho、ともに「小さいアルゼンチン人」の意）と呼ばれていたものが変化しチェコ人を意味する「チェコ」（Tcheco）になったものだという。

## タイトル

### クラブ
パラナ・クルーベ
- カンピオナート・パラナエンセ: 1997

コリチーバ
- カンピオナート・パラナエンセ: 2003, 2011, 2012
- カンピオナート・ブラジレイロ・セリエB: 2010

アル・イテハド
- AFCチャンピオンズリーグ: 2004, 2005

グレミオFBPA
- カンピオナート・ガウショ: 2006, 2007

### 個人
- ボーラ・ジ・プラッタ: 2008